# Körmendi Péter
Körmendi B. Péter (?, 1635 vagy 1636 – Szatmár, 1691. március 23.) református lelkész, a Tiszántúli református egyházkerület püspöke 1686-tól haláláig.

## Életútja
Tanult Sárospatakon, ahol 1655. július 3-án kezdett a felsőbb osztályokhoz, s 1658. május 7-től augusztus 20-ig seniori tisztet viselt. Ekkor rektor lett Szatmáron, ahonnan 1660-ban külföldre ment és ez évi július 25-én Franekerben, 1662. szeptember 5-én Groningenben, 1663. február 28-án Leidenben iratkozott be az egyetemre. Közben többször is huzamosabban időzött Angliában, főként Londonban és Canterbury-ben. Ismételten tartózkodott Utrechtben is, utoljára 1663 őszén, honnan hazájába visszatérve újból a szatmári rektorságot vitte, míg 1665 áprilisában lelkésznek választották Nagyecsedre. Itt 1667 májusában esperessé tette a közép-szolnoki egyházmegye. Az erre következő években Erdődön foglalta el a papi állást. 1686. szeptember 17-én püspökké választotta a tiszántúli egyházkerület, de az esperesi hivatalt is folytatta 1689-ig, midőn Szatmárra vitték papnak. Ősei közé tartozott Báthory Gábor püspöknek.

## Művei
- De providentia Dei. (Groningen, 1663.)
- De tribus famosissimis votis monasticis. (Leiden, 1663.)
- De paedobaptismo. (Uo. 1663.)

Respondens volt a „De principio philosophandi” (1658.) tartott vitán. Üdvözlő verset írt Drégelypalánki Jánoshoz (1682.)